# 扩增研究中心
扩增研究中心（Augmentation Research Center）是国际斯坦福研究所下屬的一個機構，由电气工程师道格拉斯·恩格尔巴特于1960年代創辦，這個機構專門研發與資訊處理有關的的新工具和新技术，其中鼠标就是由扩增研究中心所發明。扩增研究中心一直營運至1970年代后期。